# Крысы Пограничья
«Крысы Пограничья» (англ. Riff Raff) — мини-сериал от Netflix в жанре фэнтези, спин-офф сериала «Ведьмак», основанный на произведениях Анджея Сапковского. Его премьера должна была состояться в 2024 году. В апреле 2024 года сериал был отменён.

## Сюжет
Действие сериала должно было происходить в фэнтезийном мире из произведений польского писателя Анджея Сапковского. Официальное описание сюжета гласило: «Шестеро воров-подростков должны положиться на свои криминальные умения, чтобы спланировать крупнейшее в своей карьере ограбление самой опасной преступной группировки в королевстве». Судя по числу бандитов, «Крысы Пограничья» должны были стать приквелом «Ведьмака»: Цири стала седьмым членом этой банды.

## В ролях
- Дольф Лундгрен — Бреген
- Бен Рэдклифф — Гиселер
- Кристель Элвин — Мистле
- Фабиан Маккаллум — Кайлей
- Эгги Адамс — Искра
- Джульетта Александра — Рееф
- Коннор Кроуфорд — Ассе
- Бьянка Симон Мэнни — Сонора
- Лита Бам — Скрет
- Обри Шелтон — Баркер

## Производство
О начале работы над ещё одним спин-оффом «Ведьмака» стало известно в ноябре 2022 года. В центре сюжета нового шоу лежала история банды «крыс», к которой в определённый момент присоединилась Цири. Изначально в источниках фигурировало название Rats («Крысы»), позже оно сменилось на Riff Raff.
Шоураннером проекта стала Хейли Холл, исполнительным продюсером — Лорен Шмидт Хиссрик. Режиссёром выступала Майрзи Алмас. Кристель Элвин получил роль Мистле, Фабиан Маккаллум должен был сыграть Кайлея, Джульетта Александра — Рееф, Эгги Адамс — Искру. В мае 2023 года стало известно, что Дольф Лундгрен получил роль ведьмака Брегена из Школы Кота (у Сапковского этот персонаж появляется в романе «Сезон гроз»).
Съёмки шоу начались в апреле 2023 года в Южной Африке и должны были продлиться до сентября, но закончились уже 1 июля. Это могло быть связано с сокращением хронометража с изначально запланированных восьми серий до трёх-четырёх. Возможно, такое решение было принято авторами сериала из-за сдержанной реакции публики на третий сезон «Ведьмака».
Предполагалось, что премьера состоится в 2024 году. В апреле 2024 года стало известно, что производство сериала остановлено, а отснятый материал войдёт в 4-й сезон сериала «Ведьмак» или будет переформатирован в телефильм.